# Hopkinsville
Hopkinsville is een stad in de Amerikaanse staat Kentucky. Bestuurlijk gezien valt het onder Christian County.

## Demografie
Bij de volkstelling in 2000 werd het aantal inwoners vastgesteld op 30.089.
In 2006 is het aantal inwoners door het United States Census Bureau geschat op 27.415, een daling van 2674 (-8,9%).

## Geografie
Volgens het United States Census Bureau beslaat de plaats een oppervlakte van
62,2 km², geheel bestaande uit land. Hopkinsville ligt op ongeveer 172 m boven zeeniveau.

## Plaatsen in de nabije omgeving
De onderstaande figuur toont nabijgelegen plaatsen in een straal van 28 km rond Hopkinsville.

## Ufo-incident
In Hopkinsville zou een close encounter tussen buitenaardsen en mensen hebben plaatsgevonden. Het is een van de best gedocumenteerde zaken in de geschiedenis van de ufologie. De gebeurtenissen zouden zich afgespeeld hebben op 21 en 22 augustus 1955 en staan bekend onder de naam "Kelly-Hopkinsville encounter".

## Geboren in Hopkinsville
- Edgar Cayce (1877-1945), paranormaal medium en helderziende
- Vincent Herring (1964), jazzsaxofonist
- bell hooks (1952-2021), schrijfster, professor, feministe en sociaal activiste
- Joseph Ralston (1943), generaal
- Todd Rhodes (1900-1965), jazz- en rhythm & blues-pianist, bandleider en arrangeur
- Mark Tatum (1956-2005), "the man without a face"